# Bhaktivedanta Swami Prabhupada
A.C. Bhaktivedanta Swami Prabhupada (Kalkuta, 1. rujna 1896. – Vrindavan, 14. studenog 1977.) je bio duhovni, filozofski i religijski učitelj, porijeklom iz Indije, koji je proširio pokret Hare Krišna i njegova učenja diljem svijeta.

## Životopis

### Počeci
Prvi puta je sreo svog duhovnog učitelja, Srila Bhaktisiddhanta Sarasvati Goswamija, u Calcutti 1922. godine. Bhaktisiddhanta Sarasvati, istaknuti religijski učenjak i osnivač šezdeset četiri Gaudiya Matha (vedskih instituta), zavolio je ovog obrazovanog mladića i uvjerio ga da posveti svoj život širenju vedskog znanja. Srila Prabhupada je postao njegov učenik, a jedanaest godina kasnije, 1933. godine, u Allahabadu i njegov službeno inicirani učenik. Prilikom njihovog prvog susreta, 1922. godine, Srila Bhaktisiddhanta Sarasvati Thakura je zamolio Srila Prabhupadu, da raširi vedsko znanje na engleskom jeziku.

### Širenje vedskog znanja
U godinama koje su slijedile, Srila Prabhupada je napisao tumačenje Bhagavad-gite, pomagao Gaudiya Mathu (Institutu), a 1944. godine je bez ičije pomoći pokrenuo dvotjedni časopis na engleskom jeziku uređujući ga, tipkajući rukopise i vršeći korekture. Čak je i dijelio pojedinačne primjerke i borio se da časopis redovito izlazi. Jednom pokrenut, časopis nikad nije prestao izlaziti; danas ga izdaju njegovi učenici na Zapadu na preko dvadeset jezika.
Visoko cijeneći Srila Prabhupadinu filozofsku naobrazbu i devociju, Gaudiya Vaisnava Society mu je 1947. godine dodijelio počasnu titulu "Bhaktivedanta". Srila Prabhupada se 1950. godine, u svojoj 54. godini života, povukao iz bračnog života prihvaćajući vanaprasthu (povučeni red života) s namjerom da posveti više vremena svom proučavanju i pisanju. Otputovao je u sveto mjesto Vrndavanu, gdje je živio vrlo skromno u povijesnom srednjovjekovnom hramu Radha-Damodara. Tamo je proveo nekoliko godina u intenzivnom proučavanju i pisanju. 1959. godine je prihvatio odvojeni red života (sannyasu). U Radha-Damodara hramu Srila Prabhupada je otpočeo rad na svom životnom djelu: prijevodu i tumačenju osamnaest tisuća stihova Srimad-Bhagavatama (Bhagavata Purane). Tu je također napisao i "Lako putovanje na druge planete".

### Boravak u SAD-u
Nakon izdavanja tri toma Bhagavatama, Srila Prabhupada je 1965. godine otišao u Sjedinjene Američke Države da bi ispunio misiju svog duhovnog učitelja. Poslije toga je napisao više od šezdeset svezaka ovlaštenih prijevoda, komentara, sažetih studija indijskih filozofskih i religioznih djela.
Kada je 1965. godine došao brodom u New York, Srila Prabhupada je imao samo nekoliko rupija u džepu. Nakon godinu dana je uz velike teškoće osnovao Međunarodno društvo za svjesnost Krsne u srpnju 1966. Pod njegovim brižnim vodstvom, Društvo je tijekom dvanaest godina izraslo u svjetsku organizaciju koja se sastojala od preko stotinu asrama, škola, hramova, instituta i farmi.
1972. godine Srila Prabhupada je uveo vedski sistem osnovnog i srednjeg obrazovanja na Zapadu osnovavši Gurukula školu u Dallasu, Texas. Od 1972. godine do početka 1975. godine broj učenika se povećao s 3 na 150.

## Naslijeđe
Srila Prabhupada je također pružio poticaj za izgradnju velikog međunarodnog centra u Sridhama Mayapuru u Zapadnom Bengalu, Indija. Sličan projekt je veličanstveni hram Krsna-Balarame i International Guest House u Vrndavani, Indija. Ovo su centri u kojima ljudi sa Zapada mogu živjeti da bi neposredno doživjeli vedsku kulturu.
Srila Prabhupadin najveći doprinos su, međutim, njegove knjige. Visoko uvažene u akademskim krugovima zbog svoje stručnosti, dubine i jasnoće,  koriste se kao udžbenici na brojnim visokoškolskim ustanovama. Njegove knjige su prevedene na više od pedeset jezika. Bhaktivedanta Book Trust, koji je osnovan 1972. godine da bi izdavao djela Njegove Božanske Milosti, tako je postao najveći izdavač knjiga s područja indijske religije i filozofije u svijetu.
Za samo dvanaest godina, usprkos svojoj poodmakloj dobi, Srila Prabhupada je proputovao svijet četrnaest puta, održavajući predavanja na šest kontinenata. Usprkos tako intenzivnom programu, Srila Prabhupada je nastavio s plodonosnim spisateljskim radom. Njegova djela sačinjavaju pravu biblioteku vedske filozofije, religije, književnosti i kulture.

## Djela
- Bhagavad-gita As It Is / Bhagavad-gita kakva jest
- Srimad-Bhagavatam, pjevanja 1-10(12 dijelova)
- Sri Caitanya-caritamrta (17 dijelova)
- Teachings of Lord Caitanya / Učenja Gospodina Caitanye
- The Nectar of Devotion / Nektar predanog služenja
- The Nectar of Instruction / Nektar instrukcija
- Sri Isopanisad
- Easy Journey to Other Planets / Lako putovanje na druge planete
- Krsna Consciousness: The Topmost Yoga System / Svjesnost Krišne: Vrhunski sistem yoge
- Krsna, The Supreme Personality of Godhead (3 vols.) / Krišna, Svevišnja Božanska Osoba (3 dijela)
- Perfect Questions, Perfect Answers / Savršena pitanja, savršeni odgovori
- Teachings of Lord Kapila, the Son of Devahuti / Učenja Gospodina Kapile, Sina Devahuti
- Trascendental Teachings of Prahlada Maharaja / Transcendentalna učenja Prahlada Maharaja
- Dialectic Spirizualism - A Vedic view of Western Philosophy / Dijalektički Spiritualizam - Vedski pogled na zapadnu filozofiju
- Teachings of Queen Kunti / Učenja Kraljice Kunti
- Krsna, the Reservoir of Pleasure / Krišna, rezervoar zadovoljstva
- The Science of Self-Realization / Znanost samospoznaje
- The Path of Perfection / Put savršenstva
- Search for Liberation / Traganje za oslobođenjem
- Life Comes from Life / Život nastaje iz života
- The Perfection of Yoga / Savršenstvo yoge
- Beyond Birth and Death / Iznad rođenja i smrti
- On the Way to Krsna / Na putu ka Krišni
- Geetar-gan (Bengali)
- Vairagya-vidya (Bengali)
- Buddhi-yoga (Bengali)
- Bhakti-ratna-boli (Bengali)
- Raya-vidya: The King of Knowledge / Raya-vidya: kralj znanja
- Elevation to Krsna Consciousness / Uzdizanje do svjesnosti Krišne
- Krsna Consciousnes: The Matchless Gift / Svjesnost Krišne: Neprocjenjiv dar
- Back to Godhead magazine (founder) / Povratak Bogu (osnivač)

## Vanjske poveznice
- Međunarodno društvo za svjesnost Krišne u Zagrebu